# 36 Strategeme
Die Sechsunddreißig Strategeme (chinesisch 三十六計 / 三十六计, Pinyin Sānshíliù jì, auch 三十六策,  Sānshíliù cè) sind eine Sammlung von Strategemen, die dem chinesischen General Tan Daoji († 436) zugeschrieben werden.
Die 36 Strategeme sind in China Allgemeingut. Sie sind Schullesestoff und werden als Cartoons gedruckt.

## Strategeme in China

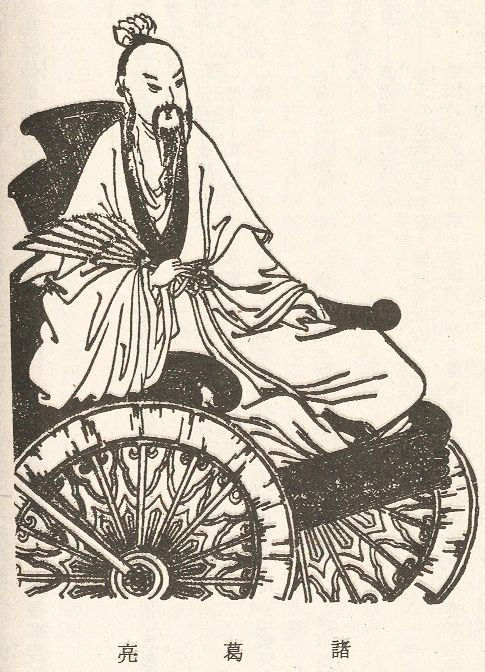
Zhuge Liang

Chinesische Autoren haben seit über 2000 Jahren unterschiedliche Überlistungstechniken benannt und systematisiert. Strategeme spielen bereits in Sunzis Werk Sunzi Bingfa (Sūnzi bīngfǎ) über die Kriegskunst (etwa 500 v. Chr.) eine wichtige Rolle. Sein Kernsatz lautet: „Alle Kriegshandlung beruht auf Täuschung“.
Besonders bekannt sind in China die Sechsunddreißig Strategeme, die auf General Tan Daoji († 436) zurückgehen sollen. Schriftlich wurden sie durch das Traktat Sanshiliu Ji. Miben Bingfa (Die 36 Strategeme – Geheimbuch der Kriegskunst, entstanden um 1500) überliefert. Der Verfasser ist namentlich nicht bekannt, wurde jedoch vermutlich von Zhao Benxue, einem Militärhistoriker aus der Ming-Zeit (1368–1644), oder einem seiner Schüler beeinflusst.
Die 36 Strategeme sind in eine Vielzahl von Geschichten über militärische, diplomatische und private Themen eingeflossen. Hierzu gehören u. a. die Geschichten um Zhuge Liang, Cao Cao und Liu Bei.
Zu Überlistungstechniken außerhalb Chinas vgl. den unten stehenden Abschnitt Strategeme in anderen Kulturkreisen.

## Die 36 Strategeme

### Strategem 1: Den Kaiser täuschen und das Meer überqueren
| Zeichen | Zeichen | Pinyin | Bedeutung                   |
| ------- | ------- | ------ | --------------------------- |
| 瞞      | 瞒      | mán    | verheimlichen, verschweigen |
| 天      | 天      | tiān   | Himmel = Kaiser             |
| 過      | 过      | guò    | überqueren                  |
| 海      | 海      | hǎi    | Meer                        |

Das „Vollendete Tatsachen“-Strategem (Zieltarnung und Kursverschleierung): Der Kaiser soll gegen seinen Willen dazu gebracht werden, das Meer zu überqueren, indem man ihn in ein Haus am Meer einlädt, das in Wirklichkeit ein Schiff ist. Angespielt wird hier auf ein Ereignis um den Tang-Kaiser Tang Gaozong, der im 7. Jahrhundert n. Chr. das Reich Koguryo angreifen wollte.

### Strategem 2: Wei belagern, um Zhao zu retten
| Zeichen | Zeichen | Pinyin | Bedeutung               |
| ------- | ------- | ------ | ----------------------- |
| 圍      | 围      | wéi    | umkreisen, belagern     |
| 魏      | 魏      | Wèi    | Wei                     |
| 救      | 救      | jiù    | retten, zur Hilfe eilen |
| 趙      | 赵      | Zhào   | Zhao                    |

Angriff auf ein wichtiges bzw. empfindliches Ziel des Gegners, um von dem eigenen abzulenken. Das Strategem beruht auf einem realen Kriegszug des Reiches Qi auf Rat des Militärstrategen Sun Bin in der Zeit der Streitenden Reiche.
Wei befand sich zwischen den Staaten Qin und Qi. Zhao grenzte an Qin, Wei und Yan. Zhao wurde 354 v. Chr. von Wei angegriffen und rief Qi um Hilfe. Dieses sandte keine Entsatztruppen nach Zhao, sondern griff die ungeschützte Hauptstadt von Wei an. Die Armee von Wei musste daraufhin den Angriff abbrechen.

### Strategem 3: Mit dem Messer eines Anderen töten
| Zeichen | Zeichen | Pinyin | Bedeutung      |
| ------- | ------- | ------ | -------------- |
| 借      | 借      | jiè    | leihen         |
| 刀      | 刀      | dāo    | Messer         |
| 殺      | 杀      | shā    | töten          |
| 人      | 人      | rén    | Mensch, Person |

Strategem für den Einsatz von Verbündeten, die einen Stellvertreterkrieg führen, oder für einen Gleichgesinnten, den man dazu motiviert, eine schwierige Aufgabe zu erledigen (vgl. auch „Kastanien aus dem Feuer holen“).

### Strategem 4: Ausgeruht den erschöpften Feind erwarten
| Zeichen | Zeichen | Pinyin | Bedeutung   |
| ------- | ------- | ------ | ----------- |
| 以      | 以      | yǐ     | mit         |
| 逸      | 逸      | yì     | Ruhe        |
| 待      | 待      | dài    | erwarten    |
| 勞      | 劳      | láo    | Erschöpfung |

Im Jahr 342 v. Chr. trat Sun Bin vor der Übermacht des Feindes einen Scheinrückzug an. Dabei hinterließ er anfangs 100.000, dann 50.000 und am Ende nur noch 30.000 Feuerstellen. Die Verfolger glaubten nun, viele Soldaten seien desertiert und machten sich mit einer leicht ausgerüsteten Truppe auf die Verfolgungsjagd. Sun Bin aber wartete in einem Hinterhalt und konnte die feindliche Truppe vernichten.

### Strategem 5: Ein Feuer für einen Raub ausnutzen
| Zeichen | Zeichen | Pinyin | Bedeutung                        |
| ------- | ------- | ------ | -------------------------------- |
| 趁      | 趁      | chèn   | ausnutzen, Gelegenheit ergreifen |
| 火      | 火      | huǒ    | Feuer, Brand                     |
| 打      | 打      | dǎ     | schlagen                         |
| 劫      | 劫      | jié    | rauben                           |

Das bedeutet, Chaos erzeugen und für den Angriff ausnutzen, indem man aus den Schwierigkeiten eines anderen Nutzen zieht und das Chaos in den Reihen des Feindes nutzt, um ihn zu besiegen.

### Strategem 6: Im Osten lärmen, im Westen angreifen
| Zeichen | Zeichen | Pinyin | Bedeutung                              |
| ------- | ------- | ------ | -------------------------------------- |
| 聲      | 声      | shēng  | verkünden, Nachricht, Geräusch, Stimme |
| 東      | 东      | dōng   | Osten                                  |
| 擊      | 击      | jī     | angreifen                              |
| 西      | 西      | xī     | Westen                                 |

Durch einen Scheinangriff wird der Feind dazu gebracht, dort seine Truppen zu verstärken und an der Stelle die Ressourcen abzuziehen, wo dann tatsächlich der Angriff stattfindet.

### Strategem 7: Etwas aus einem Nichts erzeugen
| Zeichen | Zeichen | Pinyin | Bedeutung     |
| ------- | ------- | ------ | ------------- |
| 無      | 无      | wú     | nichts haben  |
| 中      | 中      | zhōng  | in            |
| 生      | 生      | shēng  | hervorbringen |
| 有      | 有      | yǒu    | (etwas) haben |

1. Pausenlose Fehlalarme, die zu nachlassender Aufmerksamkeit führen.
2. Das Vorgaukeln eines Trugbildes für einen Vorteilsgewinn oder Gesinnungswandel nutzen.
3. Diffamieren, Gerüchte streuen, „aus einer Mücke einen Elefanten machen“.

### Strategem 8: Heimlich nach Chencang marschieren
| Zeichen | Zeichen | Pinyin | Bedeutung              |
| ------- | ------- | ------ | ---------------------- |
| 暗      | 暗      | àn     | im Dunkeln – heimlich  |
| 渡      | 渡      | dù     | überqueren             |
| 陳      | 陈      | chén   | 1. Teil des Ortsnamens |
| 倉      | 仓      | cāng   | 2. Teil des Ortsnamens |

1. die Marschrichtung verschleiern,
2. die ungewöhnliche Absicht, Kritik hinter normalem, unverfänglichen Tun verbergen.

Liu Bang, der Begründer der Han-Dynastie, ließ einen verbrannten Holzweg durch Berge mühsam instand setzen, was seine Gegner in der Sicherheit wiegte, dass die Arbeiten noch eine Weile in Anspruch nähmen. Tatsächlich aber nahm Liu Bang einen anderen Weg und schlug den überraschten Feind.

### Strategem 9: Das Feuer am gegenüberliegenden Ufer beobachten
| Zeichen | Zeichen | Pinyin | Bedeutung                   |
| ------- | ------- | ------ | --------------------------- |
| 隔      | 隔      | gé     | separieren, entfernt liegen |
| 岸      | 岸      | àn     | Ufer                        |
| 觀      | 观      | guān   | anschauen                   |
| 火      | 火      | huǒ    | Feuer, Brand                |

Eigene Aktionen unterlassen, bis sich die Lage zum eigenen Vorteil entwickelt hat, dabei jede Aktion des Gegners unterbinden, die ihm einen Vorteil bringt.

### Strategem 10: Hinter dem Lächeln den Dolch verbergen
| Zeichen | Zeichen | Pinyin | Bedeutung              |
| ------- | ------- | ------ | ---------------------- |
| 笑      | 笑      | xiào   | lachen                 |
| 裏      | 里      | lǐ     | in, innerhalb          |
| 藏      | 藏      | cáng   | verbergen, aufbewahren |
| 刀      | 刀      | dāo    | Messer                 |

Den Feind durch Freundlichkeit in Sicherheit wiegen, um ihn im Moment der Schwäche anzugreifen.

### Strategem 11: Der Pflaumenbaum verdorrt anstelle des Pfirsichbaums
| Zeichen | Zeichen | Pinyin | Bedeutung       |
| ------- | ------- | ------ | --------------- |
| 李      | 李      | lǐ     | Pflaume         |
| 代      | 代      | dài    | vertreten       |
| 桃      | 桃      | táo    | Pfirsich        |
| 僵      | 僵      | jiāng  | sich festfahren |

1. sich selbst opfern, um andere zu retten
2. den anderen opfern, um sich selbst zu retten
3. irgendjemanden opfern, um einen Dritten zu retten
4. ein kleines Opfer bringen, um etwas Wertvolles zu gewinnen

### Strategem 12: Mit leichter Hand das Schaf wegführen
| Zeichen | Zeichen | Pinyin | Bedeutung                              |
| ------- | ------- | ------ | -------------------------------------- |
| 順      | 顺      | shùn   | in gleicher Richtung, nebenbei         |
| 手      | 手      | shǒu   | Hand                                   |
| 牽      | 牵      | qiān   | etwas hinter sich herziehen, schleppen |
| 羊      | 羊      | yáng   | Schaf, Ziege                           |

Die Gelegenheit beim Schopf packen. Mit geringem Aufwand ein Maximum erreichen.

### Strategem 13: Auf das Gras schlagen, um die Schlange aufzuscheuchen
| Zeichen | Zeichen | Pinyin | Bedeutung   |
| ------- | ------- | ------ | ----------- |
| 打      | 打      | dǎ     | schlagen    |
| 草      | 草      | cǎo    | Gras        |
| 驚      | 惊      | jīng   | erschrecken |
| 蛇      | 蛇      | shé    | Schlange    |

„Auf den Busch klopfen“-Strategem. Den Gegner aus der Reserve locken, die Stärke des Gegners prüfen. Auch: Die Aufmerksamkeit des Gegners auf sich ziehen.
Das Erschrecken des Gegners durch etwas Unerwartetes, z. B. durch einen Scheinangriff, der ihn in die Irre führt. Ist der Gegner kurz erschrocken, so wird seine Gegenwehr unterwandert und seine Reaktionsfähigkeit gemindert.

### Strategem 14: Für die Rückkehr der Seele einen Leichnam ausleihen
| Zeichen | Zeichen | Pinyin | Bedeutung                 |
| ------- | ------- | ------ | ------------------------- |
| 借      | 借      | jiè    | ausleihen                 |
| 屍      | 尸      | shī    | Leichnam                  |
| 還      | 还      | huán   | zurückkommen, zurückgeben |
| 魂      | 魂      | hún    | Seele                     |

Etwas Gefürchtetes, Geliebtes, Traditionelles zwecks Einschüchterung bzw. Ermutigung wieder aufleben lassen.

### Strategem 15: Den Tiger vom Berg in die Ebene locken
| Zeichen | Zeichen | Pinyin | Bedeutung                    |
| ------- | ------- | ------ | ---------------------------- |
| 調      | 调      | diào   | wechseln                     |
| 虎      | 虎      | hǔ     | Tiger                        |
| 離      | 离      | lí     | verlassen, entfernt sein von |
| 山      | 山      | shān   | Berg                         |

1. den Tiger aus dem vertrauten Terrain weglocken, um ihn leichter zu erlegen
2. den Tiger weglocken, um sich seines leichter zu verteidigenden Berges zu bemächtigen
3. den Tiger schwächen, indem man seine wichtigsten Helfer entfernt
4. die Kinder des Tigers fangen, wenn der weggelockt ist

Entspricht der deutschen Redewendung „aufs Glatteis führen“.

### Strategem 16: Will man etwas fangen, muss man es zunächst loslassen
| Zeichen | Zeichen | Pinyin | Bedeutung              |
| ------- | ------- | ------ | ---------------------- |
| 欲      | 欲      | yù     | begehren, haben wollen |
| 擒      | 擒      | qín    | fangen                 |
| 故      | 故      | gù     | absichtlich, daher     |
| 縱      | 纵      | zòng   | freilassen             |

Unterwanderung der gegnerischen Truppen durch freigelassene Kriegsgefangene, die man zuvor freundlich behandelt hat.

### Strategem 17: Einen Backstein hinwerfen, um Jade zu erlangen
| Zeichen | Zeichen | Pinyin | Bedeutung   |
| ------- | ------- | ------ | ----------- |
| 拋      | 抛      | pāo    | werfen      |
| 磚      | 砖      | zhuān  | Ziegelstein |
| 引      | 引      | yǐn    | anlocken    |
| 玉      | 玉      | yù     | Jade        |

Etwas Kleines opfern, den Gegner dadurch auf eine falsche Fährte führen, um sich dann im Rücken des Feindes des Großen zu bemächtigen.
Eine deutschsprachige Entsprechung dieses Strategems ist die Redensart „Mit der Wurst nach der Speckseite …“ oder „… nach dem Schinken werfen“, der in früheren Zeiten, um ihn trocken und vor Mäusen geschützt aufzubewahren, oft an einer Schnur hoch oben in der Speisekammer aufgehängt wurde, so dass, wenn der Schinken von der Wurst getroffen herunterfiel, man dadurch mit etwas Glück und der Opferung von etwas Wertloserem etwas wesentlich Wertvolleres erlangte.
Beispiel: Durch eine gezielte Maßnahme ohne größeren eigenen Aufwand (zum Beispiel Streuung von Informationen, schwache Befestigung einer eigenen Festung) den Feind zu einem raschen Vorgehen verleiten, um ihn dann aus einem Hinterhalt an seiner schwächsten Stelle anzugreifen.
Wird auch als Höflichkeitsformel verwendet, etwa im Sinne von: Ich hoffe, dass mein bescheidener Beitrag (Ziegelstein) zu einer angeregten Diskussion (Jade) führt.

### Strategem 18: Den Gegner durch Gefangennahme des Anführers unschädlich machen
| Zeichen | Zeichen | Pinyin | Bedeutung             |
| ------- | ------- | ------ | --------------------- |
| 擒      | 擒      | qín    | fangen                |
| 賊      | 贼      | zéi    | Feind, Verräter, Dieb |
| 擒      | 擒      | qín    | fangen                |
| 王      | 王      | wáng   | Herrscher             |

Der Schlange den Kopf abschlagen.
Gelingt es, den feindlichen Kommandanten gefangen zu nehmen, so sinkt die Moral des Feindes und die Schlacht ist entschieden.

### Strategem 19: Das Brennholz heimlich unter dem Kessel wegnehmen
| Zeichen | Zeichen | Pinyin | Bedeutung    |
| ------- | ------- | ------ | ------------ |
| 釜      | 釜      | fǔ     | Kochkessel   |
| 底      | 底      | dǐ     | Boden, Grund |
| 抽      | 抽      | chōu   | abziehen     |
| 薪      | 薪      | xīn    | Brennholz    |

Das Wasser abgraben; dem Gegner seine Ressourcen oder dem Krieg den Grund entziehen, um den Konflikt frühzeitig zu beenden oder gar zu vermeiden.

### Strategem 20: Im Trüben fischen
| Zeichen | Zeichen | Pinyin | Bedeutung           |
| ------- | ------- | ------ | ------------------- |
| 混      | 混      | hún    | trüb, durcheinander |
| 水      | 水      | shuǐ   | Wasser              |
| 摸      | 摸      | mō     | tasten              |
| 魚      | 鱼      | yú     | Fisch               |

Im Trüben fischen – wörtlich etwa: in der Desorientierung und das Durcheinander im Wasser nach Fischen grapschen – die undurchsichtige Lage nutzen, um selbst zu profitieren. Dem Gegner die Übersicht nehmen, um ihn im blinden Zustand leichter zu überwältigen.

### Strategem 21: Die Zikade wirft ihre goldglänzende Haut ab
| Zeichen | Zeichen | Pinyin | Bedeutung                       |
| ------- | ------- | ------ | ------------------------------- |
| 金      | 金      | jīn    | Gold                            |
| 蟬      | 蝉      | chán   | Zikade                          |
| 脱      | 脱      | tuō    | ausziehen, abstreifen, abwerfen |
| 殼      | 壳      | ké     | Hülle, Gehäuse, Panzer          |

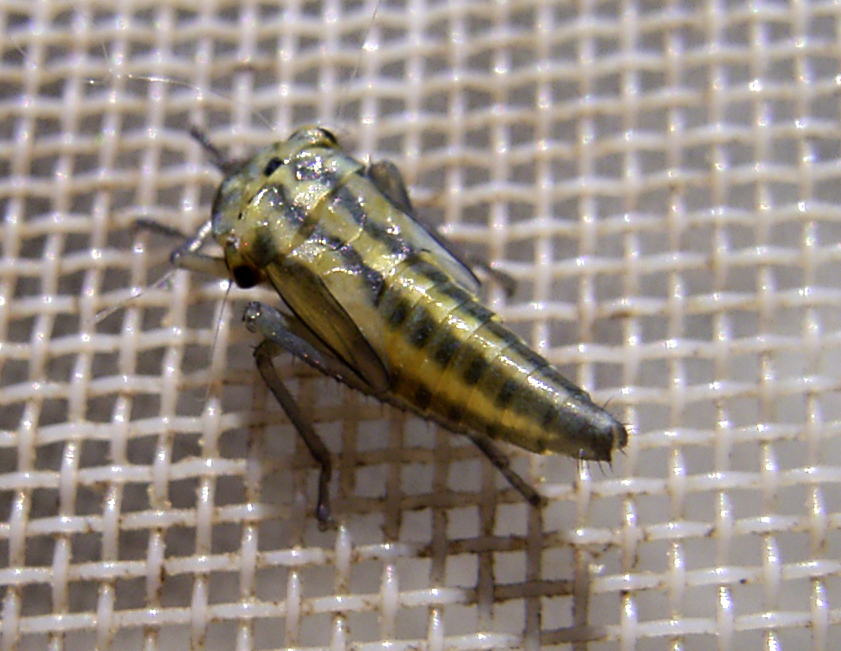
Zikaden-Larve

Falsche, zu strategischen Zwecken ersonnene Äußerlichkeiten hinter sich lassen. Wie die Haut der Zikade bleibt die Fassade intakt, doch das eigentliche Geschehen spielt sich nun anderenorts ab. Angeblich hat die unterirdisch lebende Larve der Zikade eine goldglänzende Hülle. Für das oberirdisch lebende erwachsene Tier ist diese Hülle zu gefährlich, sie streift sie ab und tarnt sich.

### Strategem 22: Die Türe schließen, um den Dieb zu fangen
| Zeichen | Zeichen | Pinyin | Bedeutung             |
| ------- | ------- | ------ | --------------------- |
| 關      | 关      | guān   | schließen             |
| 門      | 门      | mén    | Tür, Tor              |
| 捉      | 捉      | zhuō   | fangen                |
| 賊      | 贼      | zéi    | Feind, Verräter, Dieb |

Den Feind lässt man ins Leere laufen, um ihn dann einkesseln zu können. Dem Gegner jeden möglichen Fluchtweg abschneiden.

### Strategem 23: Sich mit dem fernen Feind verbünden, um Nachbarn anzugreifen
| Zeichen | Zeichen | Pinyin | Bedeutung  |
| ------- | ------- | ------ | ---------- |
| 遠      | 远      | yuǎn   | fern       |
| 交      | 交      | jiāo   | befreunden |
| 近      | 近      | jīn    | nah        |
| 攻      | 攻      | gōng   | angreifen  |

Ein General, der sich von mehreren Feinden bedroht fühlt, kann sich mit einem fernen Feind verbünden, um den nahen Feind einzukreisen. Dieses Strategem ist auch in anderen Kulturkreisen wohlbekannt, als „Der Feind meines Feindes ist mein Freund.“

### Strategem 24: Einen Weg für einen Angriff gegen Guo ausleihen
| Zeichen | Zeichen | Pinyin | Bedeutung                 |
| ------- | ------- | ------ | ------------------------- |
| 假      | 假      | jiǎ    | ausleihen, unecht, falsch |
| 道      | 道      | dào    | Weg                       |
| 伐      | 伐      | fá     | angreifen                 |
| 虢      | 虢      | Guó    | Staat Guo                 |

Im Jahr 658 v. Chr. erbat der Staat Jin vom Staat Yu das Recht zum Durchmarsch, um den Staat Guo anzugreifen. Nach zwei Feldzügen gegen Guo nahm der Staat Jin auch noch den Staat Yu ein, in dem sich seine Soldaten ohnehin schon befanden.

### Strategem 25: Die Balken stehlen und gegen morsche Stützen austauschen
| Zeichen | Zeichen | Pinyin | Bedeutung         |
| ------- | ------- | ------ | ----------------- |
| 偷      | 偷      | tōu    | stehlen, heimlich |
| 梁      | 梁      | liáng  | Tragbalken        |
| 換      | 换      | huàn   | tauschen          |
| 柱      | 柱      | zhù    | Pfeiler           |

Ohne Veränderung der Fassade eines Hauses die Tragbalken stehlen und die Stützpfosten austauschen. Anderen die Spitzenkräfte abwerben; eine Mogelpackung präsentieren.

### Strategem 26: Die Akazie schelten, dabei aber auf den Maulbeerbaum zeigen
| Zeichen | Zeichen | Pinyin | Bedeutung    |
| ------- | ------- | ------ | ------------ |
| 指      | 指      | zhǐ    | zeigen       |
| 桑      | 桑      | sāng   | Maulbeerbaum |
| 罵      | 骂      | mà     | schimpfen    |
| 槐      | 槐      | huái   | Akazie       |

Den Sack schlagen und den Esel meinen. Die Akazie war der Lieblingsbaum der Kaiser. Der Maulbeerbaum war wichtig für die Seidengewinnung des einfachen Volks. Kritik gegenüber Vorgesetzten wurde indirekt vorgebracht, indem man sich zum gleichen Sachverhalt über andere Personen beschwerte.

### Strategem 27: Verrücktheit mimen, ohne das Gleichgewicht zu verlieren
| Zeichen | Zeichen | Pinyin | Bedeutung                 |
| ------- | ------- | ------ | ------------------------- |
| 假      | 假      | jiǎ    | ausleihen, unecht, falsch |
| 癡      | 痴      | chī    | Wahnsinn                  |
| 不      | 不      | bù     | nicht                     |
| 癲      | 癫      | diān   | verrückt sein             |

Der Feldherr lässt sich von seinem Feind als unfähig betrachten, damit dieser vielleicht Zeit verstreichen lässt, die er nutzt, um seine Ausgangslage zu verbessern.

### Strategem 28: Auf das Dach locken, um dann die Leiter wegzuziehen
| Zeichen | Zeichen | Pinyin | Bedeutung                       |
| ------- | ------- | ------ | ------------------------------- |
| 上      | 上      | shàng  | hinaufsteigen, auf, oben, beste |
| 屋      | 屋      | wū     | Haus                            |
| 抽      | 抽      | chōu   | wegziehen                       |
| 梯      | 梯      | tī     | Leiter                          |

Dem Gegner ein leichtes Ziel bieten und ihn damit in eine Gegend locken, aus der es nur wenige Fluchtmöglichkeiten gibt. Diese Fluchtmöglichkeiten müssen dann abgeschnitten werden, damit sich die Falle schließt.

### Strategem 29: Dürre Bäume mit künstlichen Blüten schmücken
| Zeichen | Zeichen | Pinyin | Bedeutung                       |
| ------- | ------- | ------ | ------------------------------- |
| 樹      | 树      | shù    | Baum                            |
| 上      | 上      | shàng  | hinaufsteigen, auf, oben, beste |
| 開      | 开      | kāi    | öffnen                          |
| 花      | 花      | huā    | Blüte                           |

Ein verdorrter Baum erscheint durch künstliche Blüten gesund und stark. Täuschung des Gegners hinsichtlich der eigenen Truppenstärke und Bewaffnung, z. B. durch Attrappen. Die eigene Armee größer und stärker aussehen lassen.

### Strategem 30: Die Rolle des Gastes in die des Gastgebers umkehren
| Zeichen | Zeichen | Pinyin | Bedeutung                 |
| ------- | ------- | ------ | ------------------------- |
| 反      | 反      | fǎn    | umkehren, umdrehen, gegen |
| 客      | 客      | kè     | Gast, Besucher, Kunde     |
| 為      | 为      | wéi    | machen                    |
| 主      | 主      | zhǔ    | Gastgeber, Herr, Besitzer |

Die Position des Gegners usurpieren. Nach der erfolgreichen Abwehr eines Angriffs den Gegenangriff einläuten und den Gegner zum Verteidigen zwingen in einem Terrain, das ihm fremd ist, aber auch „vom Jäger zum Gejagten werden“. Im Kern geht es darum, die – reaktive – Rolle des „Gastes“ in die – aktive – Rolle des Gastgebers umzukehren, um Handlungsfähigkeit zu erlangen, eine schwache Position in eine starke umzuwandeln, um den Gegner in eine für ihn defensive bzw. reaktive Rolle zu zwingen.

### Strategem 31: Die List der schönen Frau
| Zeichen | Zeichen | Pinyin | Bedeutung      |
| ------- | ------- | ------ | -------------- |
| 美      | 美      | měi    | schön          |
| 人      | 人      | rén    | Mensch, Person |
| 計      | 计      | jì     | List           |

Dieses Strategem steht für Informationsgewinnung oder Korrumpierung. Meist bedeutet es, eine Frau einzusetzen, um eine wichtige Persönlichkeit zu beeinflussen. Dazu sagte der Sänger Sima Xiangru:
„Ein Blick – und ganze Städte fallen, ein zweiter Blick – und Reiche stürzen ein.“
Der bekannteste Fall ist der Fall der Diaochan, einer der vier schönen Frauen des alten Chinas. In Luo Guanzhongs Roman Die Geschichte der Drei Reiche beteiligt sich Diaochan an einer Verschwörung des Beamten Wang Yun, um den Krieger Lü Bu dazu zu bringen, seinen Herrn und Adoptivvater Dong Zhuo zu ermorden.
In der Welt der Spionage wird das Verfahren „Romeo-Variante“ genannt. Eine intime Beziehung soll helfen, die Zielperson „abzuschöpfen“. Es kommt darauf an, Informationen zu gewinnen, die der oder die Betreffende im Schutze der Vertrautheit einer Beziehung äußert.

### Strategem 32: Die List der offenen Stadttore
| Zeichen | Zeichen | Pinyin | Bedeutung               |
| ------- | ------- | ------ | ----------------------- |
| 空      | 空      | kōng   | leer                    |
| 城      | 城      | chéng  | befestigte Stadt, Stadt |
| 計      | 计      | jì     | List                    |

Einen Hinterhalt vortäuschen, der die eigene Schwäche verschleiert. Zhuge Liang war mit 5.000 Soldaten nach Xicheng gezogen, als der feindliche General Sima Yi mit einem Heer von 150.000 Mann gegen die Stadt vorrückte. Zhuge Liang ließ die vier Stadttore öffnen und setzte sich mit einer Zither auf die Stadtmauer. Sima Yi verzichtete auf einen Angriff, da er eine Falle befürchtete. Er schätzte Zhuge Liang als so vorsichtig ein, dass er ein derart offenkundiges Risiko niemals auf sich genommen hätte. Nach dem Abzug des Feindes sagte Zhuge Liang: „Hätten wir die Stadt aufgegeben und die Flucht ergriffen, dann wären wir bestimmt nicht weit gekommen.“

### Strategem 33: Die List des Zwietrachtsäens
| Zeichen | Zeichen | Pinyin | Bedeutung                          |
| ------- | ------- | ------ | ---------------------------------- |
| 反      | 反      | fǎn    | umkehren, umdrehen, gegen          |
| 間      | 间      | jiān   | Raum, trennen, befremden, zwischen |
| 計      | 计      | jì     | List                               |

In Sunzis Kunst des Krieges (孫子兵法, Sūnzǐ bīngfǎ) wird die besondere Bedeutung von Doppelagenten betont (1. Alt.).
Vgl. Kapitel „Das Schwert in der Scheide“: Höchste militärische Führungskunst ist Sunzi zufolge das Angreifen/Durchkreuzen der gegnerischen Strategie, danach folgt als zweitbeste Option das Spalten der Allianzen des Gegners, drittbeste Alternative wäre der (direkte) Angriff des Gegners und die schlechteste militärische Lösung wäre das Belagern der Hochburgen des Gegners. Das Strategem des „Zwietrachtsäens“ stellt auf die Lösung Sunzis ab, die Allianzen des Gegners zu spalten. (2. Alt)
Zwei befeindete Parteien gegeneinander ausspielen, um dann selbst einen Nutzen daraus zu ziehen.
Streiten sich zwei, so freut sich der Dritte.

### Strategem 34: Die List der Selbstverstümmelung
| Zeichen | Zeichen | Pinyin | Bedeutung                  |
| ------- | ------- | ------ | -------------------------- |
| 苦      | 苦      | kǔ     | bitter, elend, schmerzvoll |
| 肉      | 肉      | ròu    | Fleisch                    |
| 計      | 计      | jì     | List                       |

Sich selbst verletzen, um Mitgefühl zu erregen und eigene Schwäche vorzutäuschen.
Sich selbst verletzen, um es dem Gegner zuzuschieben.

### Strategem 35: Die Ketten-Strategie
| Zeichen | Zeichen | Pinyin | Bedeutung   |
| ------- | ------- | ------ | ----------- |
| 連      | 连      | lián   | verbinden   |
| 環      | 环      | huán   | Kettenglied |
| 計      | 计      | jì     | List        |

Zwei oder mehrere Strategeme verknüpfen.

### Strategem 36: Weglaufen ist die beste Methode
| Zeichen | Zeichen | Pinyin | Bedeutung                       |
| ------- | ------- | ------ | ------------------------------- |
| 走      | 走      | zǒu    | weggehen, fortlaufen            |
| 為      | 为      | wéi    | machen                          |
| 上      | 上      | shàng  | hinaufsteigen, auf, oben, beste |
| 策      | 策      | cè     | Plan, Strategie                 |

Rechtzeitiges Weglaufen ist bei sich abzeichnender Aussichtslosigkeit das Beste. Wenn die anderen 35 Listen versagen, ist die 36. List, die Flucht, die beste Strategie. Dieses Strategem wird meist mit 三十六計，走為上策 wiedergegeben.
Sich ergeben ist eine vollständige Niederlage, ein Vergleich ist eine halbe Niederlage. Flucht bietet die Chance, später doch noch zu gewinnen. Der Rückzug war dann nur ein taktischer Zug.

## Strategeme in anderen Kulturkreisen
In der Antike kursierten wohl eine Reihe von Schriften mit Strategemsammlungen. Davon sind jedoch alle bis auf zwei verloren gegangen. Die ältere der beiden verfasste der römische Staatsmann und Feldherr Sextus Iulius Frontinus (* um 40, † 103) als Ratgeber für Offiziere. Die zweite stellte der griechische Rhetor (Redner) und Anwalt Polyänus (* um 100) zusammen.
Kunstgriffe aus europäischen Fürstenspiegeln lassen sich als Strategeme lesen, wie etwa die Ratschläge aus Machiavellis Der Fürst. Ebenso lassen sich die von Arthur Schopenhauer aufgeführten Kunstgriffe seiner Eristischen Dialektik als Strategeme auffassen. Das von Schopenhauer kongenial übersetzte Handorakel und Kunst der Weltklugheit des Baltasar Gracián enthält viele der Strategeme in seiner prägnanten und kurzen Art. Harro von Senger, der die 36 Strategeme umfangreich kommentiert ins Deutsche übersetzt hat, weist auf Reineke Fuchs (s. a. Reynke de vos) von Johann Wolfgang von Goethe als Beispiel für europäische Strategeme hin.
Im arabischen Raum finden sich ein halbes Dutzend Abhandlungen, die sich mit Listen im (derzeit angewendeten) islamischen Recht beschäftigen. Zudem existiert ein allgemeineres Werk namens Raqa’iq al-hilal fi daqa’iq al-hiyal aus dem 15. Jahrhundert. Ein weiteres stammt von dem Sizilianer Ibn Zafer aus dem 12. Jahrhundert.
Ihm steht das indische Lehrbuch Arthashastra von Kautilya (4. Jahrhundert v. Chr.) gegenüber.